# Competencia desleal (España)
La pugna por la conquista del mercado es parte esencial del principio de libertad de empresa, recogido, entre otras normas, en el artículo 38 de la Constitución Española de 1978:

Se reconoce la libertad de empresa en el marco de la economía de mercado. Los poderes públicos garantizan y protegen su ejercicio y la defensa de la productividad de acuerdo con las exigencias de la economía general y, en su caso, de la planificación.

Así, los profesionales pueden competir en el mercado. Sin embargo, el ordenamiento jurídico quiere que la lucha concurrencial no se realice de manera incorrecta sino que el ejercicio de la libertad de empresa sea correcto. Las conclusiones que se pueden extraer son que la manifestación de la libertad de empresa es la libertad concurrencial y sus límites vienen marcados por la lealtad. Para conseguir dicha corrección, el legislador español ha elaborado el Derecho de defensa de la competencia (o Derecho de la competencia) y el Derecho sobre la competencia desleal. Este último se puede definir como el conjunto de normas legales que tienen por objeto la determinación de los actos desleales y la represión de los mismos. 
Por las funciones que desarrolla, el Derecho de la competencia desleal, pertenece, según los autores, a la llamada "Constitución económica", por esta expresión se alude a normas contenidas en leyes ordinarias que tienen función configuradora, y por lo tanto constitucional, de la economía de mercado.
En el ordenamiento español los actos tipificados se encuentran en la Ley 3/1991, de 10 de enero de Competencia Desleal. El profesor Uría mantiene una clasificación de los actos atendiendo al interés jurídico protegido. Así, los engloba en tres grandes grupos:
- Actos de deslealtad frente a los competidores.
- Actos de deslealtad frente a los consumidores.
- Actos de deslealtad frente al mercado

## Actos de confusión
Según el artículo 6 de la Ley: 

Se considera desleal todo comportamiento idóneo para crear confusión con la actividad, las prestaciones o el establecimiento ajenos

. Los actos de confusión son los más antiguos y más frecuentes. El artículo 10 bis del Convenio de la Unión de París ya lo consideraba desleal. Así, es un acto clásico con antigüedad en el Derecho de la competencia. 
Hay que hacer referencia a que la Ley de Marcas española también reprime estos actos si bien su ámbito de actuación se circunscribe a lo relativo a signos distintivos. 
Ante la ambigüedad del término "confundibilidad" o "idoneidad para crear confusión", la jurisprudencia ha establecido reglas para que los tribunales fueran capaces de apreciar dicho rasgo. 
- La regla del conjunto de la memoria. La competencia debe establecerse en su conjunto y no elemento por elemento. Los destinatarios no pueden comparar simultáneamente los productos o servicios sino que la competencia se debe de hacer conforme a la memoria del producto junto con el que se tiene delante. Es decir, sirva a modo de ejemplo la comparación entre la botella de lejía que un consumidor puede mantener en sus manos junto la botella de lejía que recuerda según su memoria.

- La regla del estado de todas las circunstancias. En materia de signos no se debe analizar tanto la confundibilidad fonética con la confundibilidad gráfica. Por ejemplo: "S" con "ESE", se puede apreciar una confundibilidad fonética pero no gráfica.

- La regla del destinatario. Es preciso atender al punto de vista del destinatario del acto o prestación ya que no se puede tratar por igual productos que se venden al público en general que al público especializado. Se toma como parámetro medio el consumidor medio para saber si un acto o prestación determinada es idónea para generar confundibilidad.

La confundibilidad es una cuestión de hecho y no tanto de Derecho y por lo tanto son en los juicios donde se determina si un acto merece el calificativo de idóneo de generar confusión. 
Por último, hay que distinguir entre confusión directa o indirecta (por asociación). Directa supone la aptitud de los actos o establecimientos para ser confundibles por sí mismos, mientras que la confusión indirecta presupone la no existencia de confundibilidad material pero si una asociación entre un producto y otro o un servicio y otro de tal manera que ambos productos o servicios proceden de la misma fuente. Así, el segundo párrafo del artículo 6 establece la suficiencia del riesgo de asociación por parte de los consumidores para calificar de desleal una práctica. Un ejemplo curioso fue el que se dio en los tribunales franceses cuando el titular de la conocida marca de quesos "La vaca que ríe" acusó a un competidor de deslealtad por comercializar este en el mercado quesos cremosos bajo la marca "La vaca que llora".

## Actos de explotación de la reputación ajena
Se considera desleal el aprovechamiento indebido, en beneficio propio o ajeno, de las ventajas de la reputación industrial, comercial o profesional adquirida por otro en el mercado.
En particular, se considera desleal el empleo de signos distintivos ajenos o de denominaciones de origen falsas acompañados de la indicación acerca de la verdadera procedencia del producto o de expresiones tales como modelos, sistema, tipo, clase y similares.

## Actos de imitación
La imitación de prestaciones e iniciativas empresariales ajenas es libre, salvo que estén amparadas por un derecho de exclusiva reconocido por la Ley.
Aunque, la imitación de prestaciones de un tercero se considerará desleal cuando pueda generar la asociación por los consumidores o comporte un aprovechamiento indebido de la reputación o esfuerzo ajeno.
También tendrá la consideración de desleal, la imitación sistemática de las prestaciones e iniciativas empresariales de un competidor cuando dicha estrategia se encamine a impedir u obstaculizar su afirmación en el mercado y exceda de lo que pueda estimarse una respuesta natural del mercado.
La inevitabilidad de los indicados riesgos de asociación o de aprovechamiento de la reputación ajena excluye la deslealtad de la práctica.

## Actos de engaño
El Convenio de París (Artículo 10bis.3) obliga a los Estados miembros a prohibir cualquier acto “capaz de crear una confusión, por cualquier medio que sea, respecto del establecimiento, los productos o la actividad industrial o comercial de un competidor”. El alcance de este artículo es muy amplio ya que abarca cualquier acto en el ejercicio del comercio que implique una marca, signo, etiqueta, lema, embalaje, forma o color de los productos, o cualquier otra indicación distintiva utilizada por un empresario. Así pues, se consideran pertinentes a la prohibición de la confusión no solo las indicaciones utilizadas para diferenciar a los productos, servicios o negocios, sino asimismo la apariencia de los productos y la presentación de los servicios. No obstante, existen dos esferas principales en las que suele producirse confusión.
Se trata de las indicaciones de origen comercial, por una parte, y de la apariencia de los productos, por otra. No obstante, esto no excluye ni limita la protección de otros atributos o logros contra la confusión.

## Actos de denigración
Información falsa acerca de la competencia y sus productos. Muchas veces suelen recaer en la comparación de productos con los de la competencia, lo cual está prohibido en muchos países.

## Publicidad en especie
La publicidad en especie se realiza con productos o servicios o establecimientos mercantiles de terceros.

## Actos de comparación
Se realiza o bien con productos o servicios o establecimientos mercantiles de terceros, que no sean análogos, relevantes y comprobables. Para que la publicidad comparativa sea lícita, se han de reunir 3 requisitos:
1) El bien o servicio comparado tenga la misma finalidad.
2) La comparación entre los dos productos o servicios, debe ser sobre sus elementos esenciales.
3) El acto de comparación no puede suponer una imitación de productos protegidos por marca o nombre comercial.

## Discriminación y dependencia económica
Es desleal el tratamiento discriminatorio del consumidor en materia de precios y demás condiciones de venta, salvo causa justificada. Es desleal también la explotación (el abuso que realice una empresa de la situación de dependencia económica en la que puedan encontrarse clientes o proveedores que no tengan otra alternativa para el ejercicio de su actividad)

## Venta a pérdida
Como norma general la fijación de precios por parte de los empresarios es libre, no obstante se considera desleal la venta de bienes por un precio inferior al coste de su producción en los siguientes supuestos:
1) Cuando pueda inducir a error a los consumidores acerca del precio de otros productos o servicios del mismo establecimiento.
2) Cuando tenga como finalidad desacreditar el prestigio de un producto o un establecimiento ajeno.
3) Cuando se pretenda eliminar a un competidor del mercado.

## Violación de normas
Se considera desleal el prevalerse de una ventaja competitiva adquirida mediante la infracción de leyes, también es desleal la infracción de normas jurídicas que tengan como finalidad la regularización de la competencia.

## Violación de secretos
Se considera desleal la divulgación o explotación, sin la debida autorización, de secretos industriales o empresariales a los que se haya tenido acceso de manera legítima o ilegítima. Se considera desleal la adquisición de secretos por medio de espionaje o cualquier otro medio análogo.

## Inducción a la infracción contractual
Es desleal inducir a trabajadores, proveedores, clientes o demás personas a que infrinjan los deberes contractuales que han contraído con los competidores.

## Acciones derivadas de la competencia desleal
Lo único que aparece en la LCD son las acciones de las que se dispone para combatir los actos desleales, así como la legitimación activa para interponer estas acciones.
Se las enumera en el art. 32 y realmente no deberían llamarse “acciones” (entendiéndolas como cauces procesales para lograr un objetivo), sino que se deberían llamar “pretensiones”, ya que con ellas se busca conseguir algo materialmente. Además, es posible utilizar varias a la vez.
Dichas acciones son:
	Acción declarativa de la deslealtad del acto
	Acción de cesación del acto
	Acción de remoción de los efectos producidos por el acto desleal
	Acción de rectificación de las informaciones incorrectas, engañosas o falsas
	Acción de resarcimiento de daños y perjuicios
	Acción de enriquecimiento injusto
1.-Acción declarativa de la deslealtad del acto: es poco eficaz ya que lo único que se pide con ella es que el juez diga que determinado acto es desleal. Esta acción tiene una vertiente negativa, también, ya que se puede solicitar al juez que diga que un determinado comportamiento no es un acto desleal.
2.-Acción de cesación del acto: con ella se le pide al juez que obligue a paralizar el acto desleal. Esta acción va encaminada a que las conductas desleales no se vuelvan a producir, ya que se suelen repetir en el tiempo.
3.-Acción de remoción de los efectos producidos por el acto desleal: con ella se pide al juez que ordene la destrucción de las consecuencias materiales del acto desleal.
4.-Acción de rectificación de las informaciones incorrectas, engañosas o falsas: por esta se pide al juez que obligue al sujeto a rectificar estas informaciones; la rectificación ha de ser pública.
5.-Acción de resarcimiento de daños y perjuicios: esta acción no es imprescindible en la competencia desleal ya que muchos actos no tiene porque producir un daño; esta acción solo procede en los casos en que intervengan dolo o culpa.
El resarcimiento va a poder incluir la publicación de la conducta, ya que al juez se le puede solicitar esto; el problema de la publicación reside en que la terminología judicial no es fácil de entender y por ello es mejor publicar un extracto o resumen que sea veraz.
6.-Acción de enriquecimiento injusto: se da cuando se ha producido un empobrecimiento de una persona y un enriquecimiento de otra con un nexo causal entre las dos situaciones.
Esta acción solamente se puede dar cuando el acto desleal lesiones una posición jurídica amparada por un derecho de exclusiva, y solamente es ejercitable por el titular del derecho de exclusiva.
Un problema que se plantea es que hasta que se dicta sentencia por el juez el acto desleal se va a seguir ejecutando, ¿qué hacer para evitarlo? Se puede pedir al juez que dicte unas medidas cautelares consistentes en la cesación de los actos desleales de forma cautelar. Para atender a esta petición se han de dar dos requisitos:
1.- Que el juez aprecie en la petición el “fumus bonis iuris”, es decir, la apariencia de buen derecho.
2.- El “periculum in mora", es decir, que la no aplicación de la medida cautelar pueda resultar desastrosa para los intereses del actor.